# Callionymus erythraeus
Callionymus erythraeus es una especie de peces de la familia Callionymidae en el orden de los Perciformes.

## Distribución geográfica
Se encuentra en el Mar Rojo, Golfo Pérsico y sur de la India.